# Ткачки папир
Ткачки папир или патрон папир је врста папира који се користи за графички приказ преплетаја тканина. Карактерише га подела у којој вертикалне колоне представљају основине жице, а хоризонтални редови жице потке.
Ткачки папир квадратне поделе користи се за уцртавање преплетаја тканина код којих је број и дебљина (густина) жица основе и потке једнака. 
За тканине код којих је број и дебљина (густина) жица основе већа у односу на потку, преплетај се усцртава у ткачки папир са правоугаоном поделом (доминирају правоугаоници по вертикали). У случају тканина где је густина потке већа од густине основе употребљава се папир са наглашеним хоризонталним правоугаоницима.